# Melick
Melick is een kerkdorp in Limburg (Nederland) op de rechteroever van de Roer, ten zuiden van de stad Roermond. Melick behoort tot de gemeente Roerdalen en telt circa 3.670 inwoners.

## Geschiedenis
Te Melick zijn sporen van Romeinse bewoning aangetroffen.
De Romeinse naam van Melick was Mederiacum. In een schenkingsakte uit 943 staat het dorp aangeduid als Malialicol. Door Melick liep de Heirbaan van Xanten naar Heerlen.
In het zuidwesten van het dorp ligt de straat Kerkberg met een kerkheuvel waar vroeger de Sint-Andreaskerk stond. Dit is de kern van waaruit het dorp zich in de middeleeuwen ontwikkelde.
Melick was tot 1494 Brabants, waarna het met de rest van het Land van Wassenberg in het bezit kwam van het hertogdom Gulik. Tot 1794, toen de Franse tijd aanbrak, bleef Melick Guliks. In 1815 ging het voor een jaar over naar Pruisen en op 16 oktober 1816 (Traktaat van Aken) naar Nederland, waar het sindsdien deel uitmaakt van de provincie Limburg.
In de 19e eeuw groeide het dorp uit tot lintbebouwing langs de Dorpsstraat, en na de Tweede Wereldoorlog werd het meer en meer een forenzendorp van Roermond en ontstonden er woonwijken ten noorden van de lintbebouwing. 
Van 1915 tot 1932 had het dorp een halte aan de tramlijn Roermond - Vlodrop. De lijn liep ten westen van de weg van Roermond. De halte lag op de plaats waar nu de Julianalaan eindigt en had drie sporen. Daarna volgde de lijn de weg naar Sint Odiliënberg. Er reden dagelijks vier trams in beide richtingen en een rit naar Station Roermond duurde zo’n twintig minuten.
Tot 1991 vormde Melick samen met Herkenbosch de gemeente Melick en Herkenbosch. Deze fuseerde toen met Vlodrop tot Roerdalen.

## Bezienswaardigheden
- Sint-Andreaskerk, van 1955
- Kerkhofkapel op de kerkberg met oude kerkhof
- Mariakapel op de helling van de kerkberg
- Tonnedenhof, 17e-eeuwse boerderij met landgoed
- Villa Rosendael, aan Heinsbergerweg 34, van 1884. Gebouwd voor jeneverstoker Henri Spielmans op de plaats van een voormalige brouwerij en stokerij, waarvan nog delen bewaard zijn gebleven.
- Prins Bernhardmolen, aan Waterschei 7, herbouw (1999) van een standerdmolen uit 1937, die in 1944 door oorlogsgeweld verloren is gegaan.

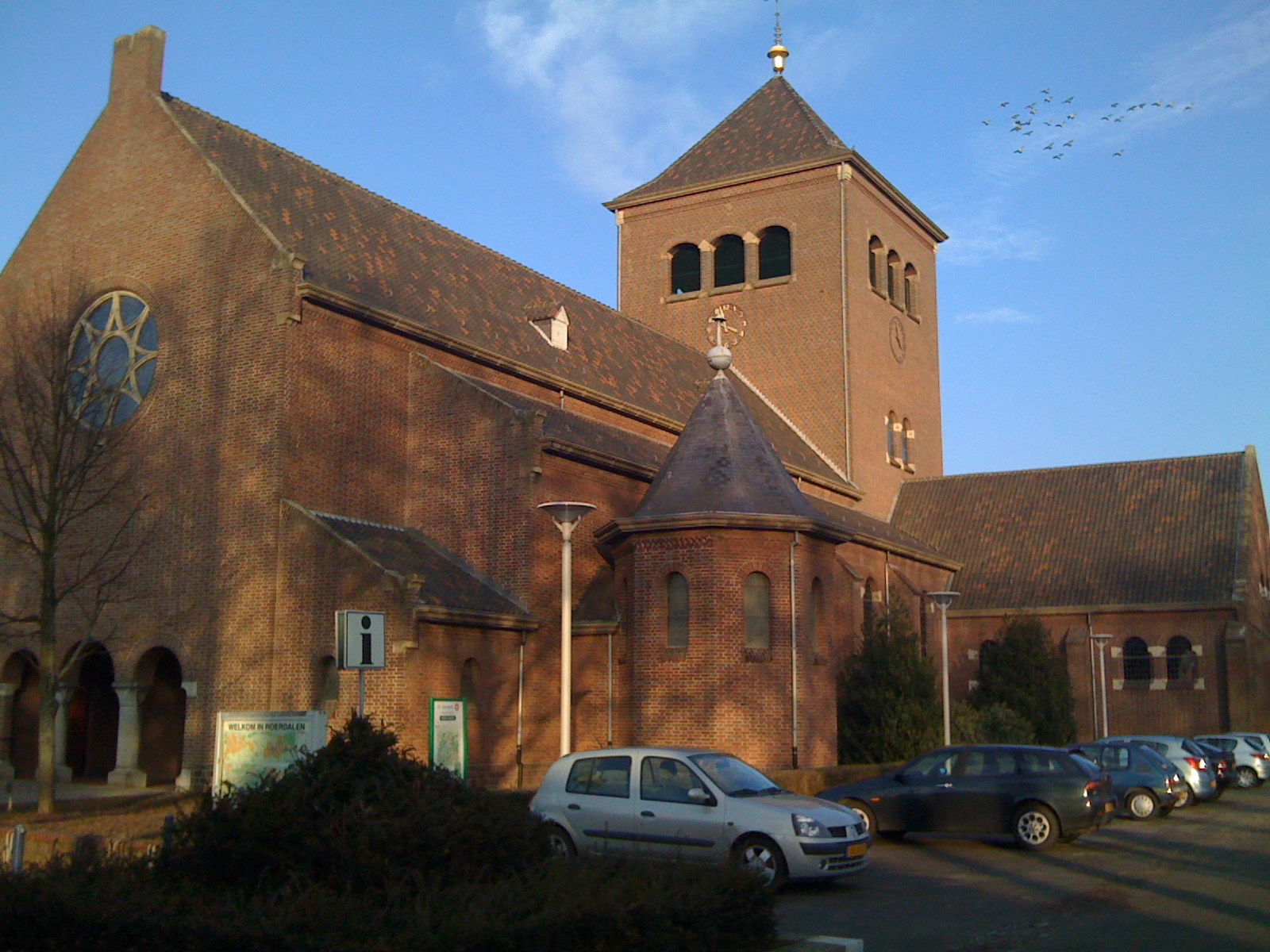
Sint-Andreaskerk aan de Markt
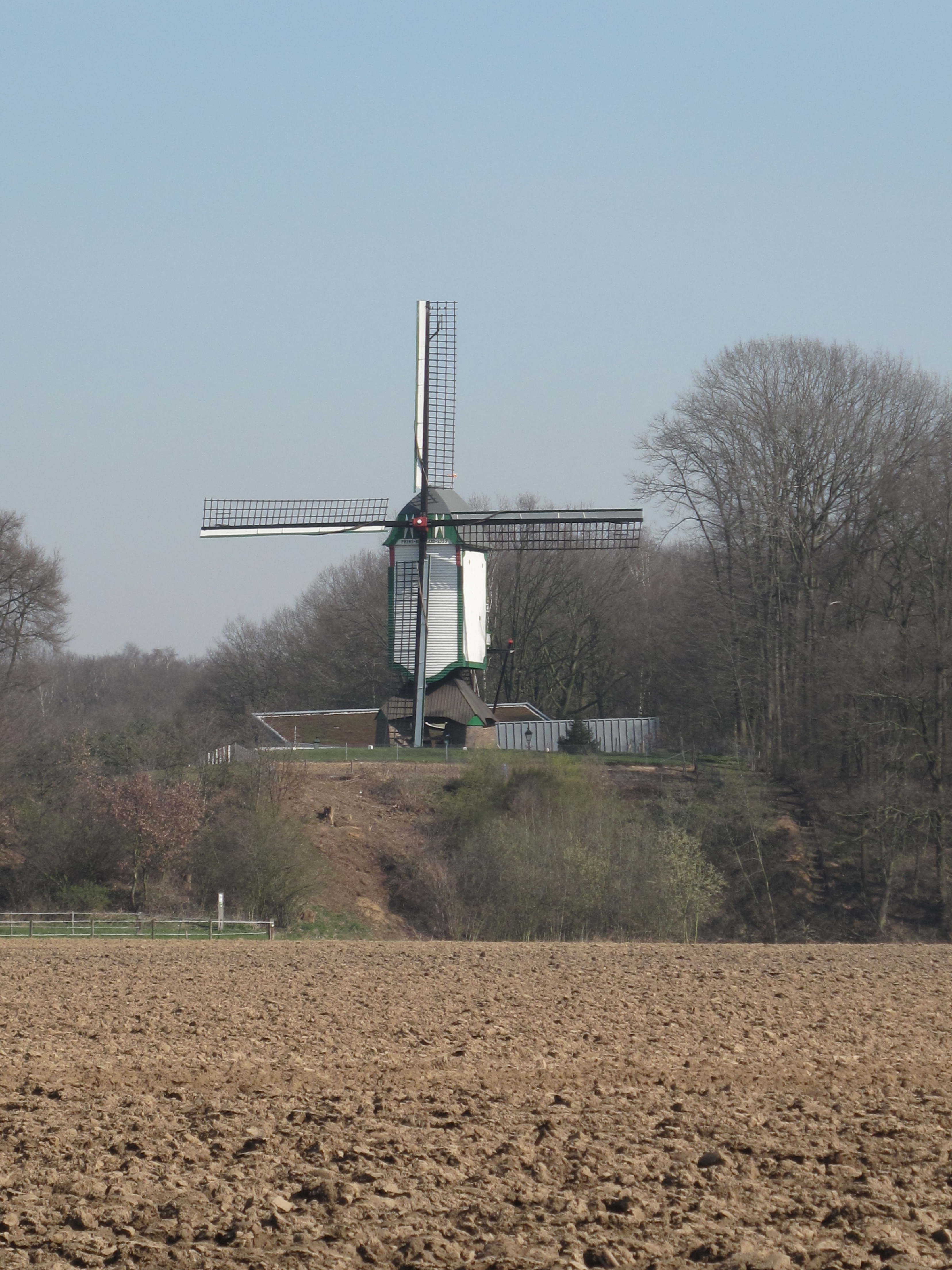
Prins Bernhardmolen
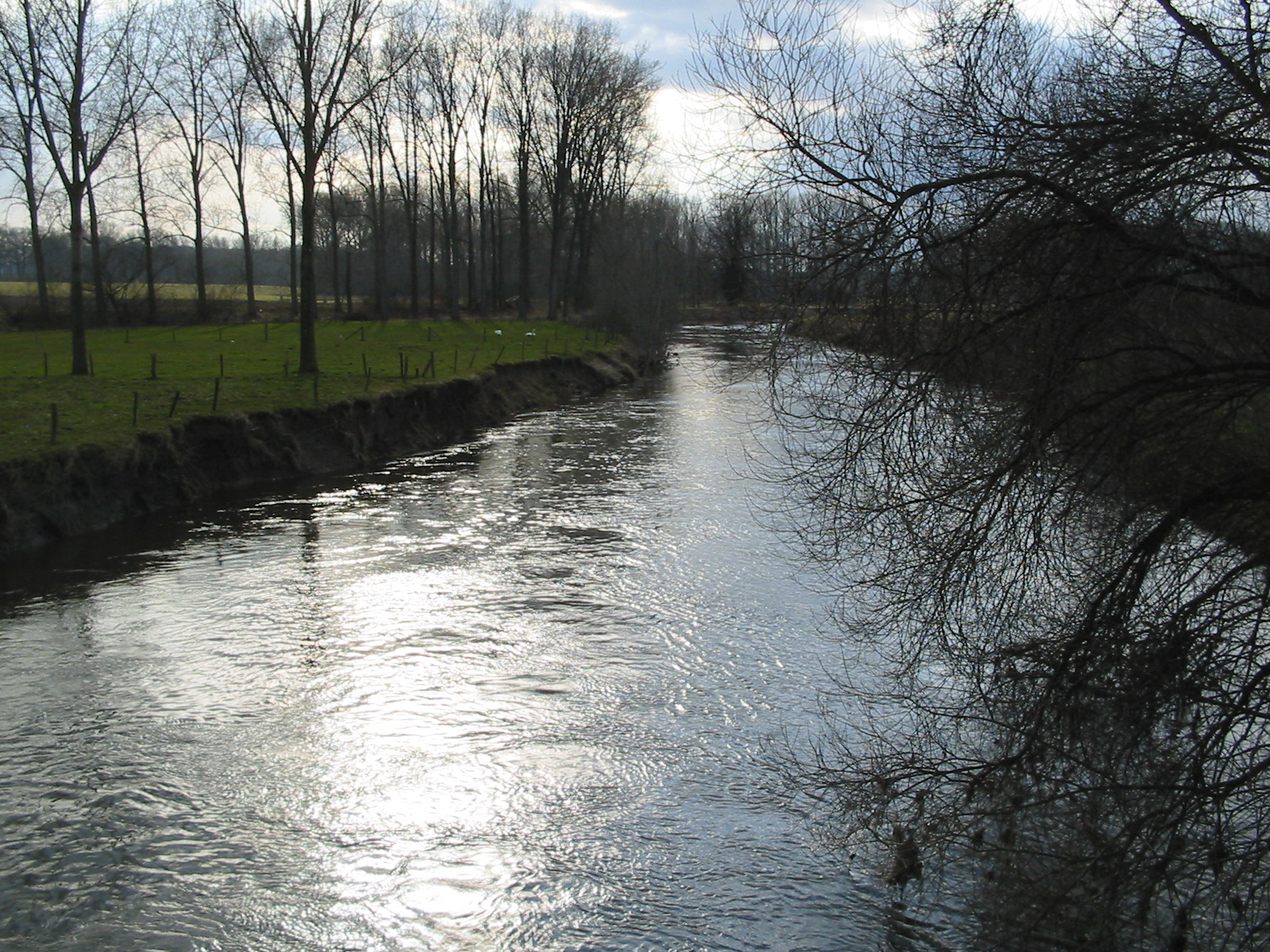
Rivier de Roer bij Melick

## Natuur en landschap
Melick ligt op het middenterras van de Maas, op een hoogte van ongeveer 24 meter. Het Roerdal wordt noordelijk en westelijk van Melick in beslag genomen door landgoed Tonnederhof.
Ten noorden van Melick ligt het belangrijke bedrijventerrein Roerstreek en Oosttangent en ten noorden daar weer van ligt de Melickerheide, van het bedrijventerrein gescheiden door de IJzeren Rijn.

## Nabijgelegen kernen
Herkenbosch, Roermond, Sint Odiliënberg, Vlodrop, Montfort, Posterholt

## Bekende personen
- Augustinus Caspar Kengen (1866-1936), pastoor, amateurarcheoloog en -historicus.
- Johannes Leonardus Hubertus Claessen (1894-1967), politicus.
- Sebastiaan Dionisius Douven (1899-1950), politicus en burgemeester
- M.G.P. Houben (1931-2009), politicus en burgemeester
- Hans Dittner (1944-2023), politicus.
- Jan Erdkamp (1947), voetballer
- Bob Janssen (1976), voetballer